# 1950年
1950年（1950 ねん）は、西暦（グレゴリオ暦）による、日曜日から始まる平年。昭和25年。
この項目では、国際的な視点に基づいた1950年について記載する。 

## 他の紀年法
- 干支：庚寅（かのえ とら）
- 日本（月日は一致）
  - 昭和25年
  - 皇紀2610年
- 中華民国（月日は一致）
  - 中華民国39年
- 朝鮮・韓国（月日は一致）
  - 檀紀4283年
  - 主体39年
- 仏滅紀元：2492年 - 2493年
- イスラム暦：1369年3月11日 - 1370年3月21日
- ユダヤ暦：5710年4月12日 - 5711年4月22日
- 修正ユリウス日(MJD)：33282 - 33646
- リリウス日(LD)：134123 - 134487

※檀紀は、大韓民国で1948年に法的根拠を与えられたが、1962年からは公式な場では使用されていない。

※主体暦は、朝鮮民主主義人民共和国で1997年に制定された。

## カレンダー
| 1月 |    |    |    |    |    |    |
| 日  | 月 | 火 | 水 | 木 | 金 | 土 |
| 1   | 2  | 3  | 4  | 5  | 6  | 7  |
| 8   | 9  | 10 | 11 | 12 | 13 | 14 |
| 15  | 16 | 17 | 18 | 19 | 20 | 21 |
| 22  | 23 | 24 | 25 | 26 | 27 | 28 |
| 29  | 30 | 31 |    |    |    |    |
|     |    |    |    |    |    |    |

| 2月 |    |    |    |    |    |    |
| 日  | 月 | 火 | 水 | 木 | 金 | 土 |
|     |    |    | 1  | 2  | 3  | 4  |
| 5   | 6  | 7  | 8  | 9  | 10 | 11 |
| 12  | 13 | 14 | 15 | 16 | 17 | 18 |
| 19  | 20 | 21 | 22 | 23 | 24 | 25 |
| 26  | 27 | 28 |    |    |    |    |
|     |    |    |    |    |    |    |

| 3月 |    |    |    |    |    |    |
| 日  | 月 | 火 | 水 | 木 | 金 | 土 |
|     |    |    | 1  | 2  | 3  | 4  |
| 5   | 6  | 7  | 8  | 9  | 10 | 11 |
| 12  | 13 | 14 | 15 | 16 | 17 | 18 |
| 19  | 20 | 21 | 22 | 23 | 24 | 25 |
| 26  | 27 | 28 | 29 | 30 | 31 |    |
|     |    |    |    |    |    |    |

| 4月 |    |    |    |    |    |    |
| 日  | 月 | 火 | 水 | 木 | 金 | 土 |
|     |    |    |    |    |    | 1  |
| 2   | 3  | 4  | 5  | 6  | 7  | 8  |
| 9   | 10 | 11 | 12 | 13 | 14 | 15 |
| 16  | 17 | 18 | 19 | 20 | 21 | 22 |
| 23  | 24 | 25 | 26 | 27 | 28 | 29 |
| 30  |    |    |    |    |    |    |
|     |    |    |    |    |    |    |

| 5月 |    |    |    |    |    |    |
| 日  | 月 | 火 | 水 | 木 | 金 | 土 |
|     | 1  | 2  | 3  | 4  | 5  | 6  |
| 7   | 8  | 9  | 10 | 11 | 12 | 13 |
| 14  | 15 | 16 | 17 | 18 | 19 | 20 |
| 21  | 22 | 23 | 24 | 25 | 26 | 27 |
| 28  | 29 | 30 | 31 |    |    |    |
|     |    |    |    |    |    |    |

| 6月 |    |    |    |    |    |    |
| 日  | 月 | 火 | 水 | 木 | 金 | 土 |
|     |    |    |    | 1  | 2  | 3  |
| 4   | 5  | 6  | 7  | 8  | 9  | 10 |
| 11  | 12 | 13 | 14 | 15 | 16 | 17 |
| 18  | 19 | 20 | 21 | 22 | 23 | 24 |
| 25  | 26 | 27 | 28 | 29 | 30 |    |
|     |    |    |    |    |    |    |

| 7月 |    |    |    |    |    |    |
| 日  | 月 | 火 | 水 | 木 | 金 | 土 |
|     |    |    |    |    |    | 1  |
| 2   | 3  | 4  | 5  | 6  | 7  | 8  |
| 9   | 10 | 11 | 12 | 13 | 14 | 15 |
| 16  | 17 | 18 | 19 | 20 | 21 | 22 |
| 23  | 24 | 25 | 26 | 27 | 28 | 29 |
| 30  | 31 |    |    |    |    |    |
|     |    |    |    |    |    |    |

| 8月 |    |    |    |    |    |    |
| 日  | 月 | 火 | 水 | 木 | 金 | 土 |
|     |    | 1  | 2  | 3  | 4  | 5  |
| 6   | 7  | 8  | 9  | 10 | 11 | 12 |
| 13  | 14 | 15 | 16 | 17 | 18 | 19 |
| 20  | 21 | 22 | 23 | 24 | 25 | 26 |
| 27  | 28 | 29 | 30 | 31 |    |    |
|     |    |    |    |    |    |    |

| 9月 |    |    |    |    |    |    |
| 日  | 月 | 火 | 水 | 木 | 金 | 土 |
|     |    |    |    |    | 1  | 2  |
| 3   | 4  | 5  | 6  | 7  | 8  | 9  |
| 10  | 11 | 12 | 13 | 14 | 15 | 16 |
| 17  | 18 | 19 | 20 | 21 | 22 | 23 |
| 24  | 25 | 26 | 27 | 28 | 29 | 30 |
|     |    |    |    |    |    |    |

| 10月 |    |    |    |    |    |    |
| 日   | 月 | 火 | 水 | 木 | 金 | 土 |
| 1    | 2  | 3  | 4  | 5  | 6  | 7  |
| 8    | 9  | 10 | 11 | 12 | 13 | 14 |
| 15   | 16 | 17 | 18 | 19 | 20 | 21 |
| 22   | 23 | 24 | 25 | 26 | 27 | 28 |
| 29   | 30 | 31 |    |    |    |    |
|      |    |    |    |    |    |    |

| 11月 |    |    |    |    |    |    |
| 日   | 月 | 火 | 水 | 木 | 金 | 土 |
|      |    |    | 1  | 2  | 3  | 4  |
| 5    | 6  | 7  | 8  | 9  | 10 | 11 |
| 12   | 13 | 14 | 15 | 16 | 17 | 18 |
| 19   | 20 | 21 | 22 | 23 | 24 | 25 |
| 26   | 27 | 28 | 29 | 30 |    |    |
|      |    |    |    |    |    |    |

| 12月 |    |    |    |    |    |    |
| 日   | 月 | 火 | 水 | 木 | 金 | 土 |
|      |    |    |    |    | 1  | 2  |
| 3    | 4  | 5  | 6  | 7  | 8  | 9  |
| 10   | 11 | 12 | 13 | 14 | 15 | 16 |
| 17   | 18 | 19 | 20 | 21 | 22 | 23 |
| 24   | 25 | 26 | 27 | 28 | 29 | 30 |
| 31   |    |    |    |    |    |    |
|      |    |    |    |    |    |    |

## できごと

### 1月
- 1月1日 - モスクワ地下鉄5号線環状線が一部開通[要出典]。
- 1月5日 - パキスタンが中華人民共和国を承認。
- 1月6日 - イギリスが中華人民共和国を承認する。このため台湾の中華民国政府は、イギリスと断交する。
- 1月7日 - ノルウェー・セイロンが中華人民共和国を承認。
- 1月9日 - イスラエル・デンマークが中華人民共和国を承認。
- 1月12日
  - アチソン米国務長官がアメリカの防衛ラインをフィリピン・沖縄・日本・アリューシャン列島とする事を表明。
  - アフガニスタンが中華人民共和国を承認。
- 1月13日 - フィンランドが中華人民共和国を承認。
- 1月14日 - スウェーデンが中華人民共和国を承認。
- 1月16日 - インドで憲法が施行（インドの共和国記念日）。
- 1月17日 - スイスが中華人民共和国を承認。
- 1月18日 - 中華人民共和国がベトナム民主共和国を承認する。
- 1月31日 - ソ連がベトナム民主共和国を承認する。

### 2月
- 2月7日 - アメリカ合衆国とイギリス、ベトナム国を承認。
- 2月14日 - 中ソ友好同盟相互援助条約締結。

### 3月
- チベット侵略
- 3月23日 - 世界気象機関（WMO）が発足。

### 4月
4月22日 - シベリア抑留タス通信、日本軍一般俘虜の送還完了を発表。

### 5月
- 5月9日
  - フランス外相ロベール・シューマン、フランスと西ドイツの石炭と鉄鋼産業の共同管理を提唱する声明「シューマン宣言」を発表。
  - L・ロン・ハバードの『ダイアネティックス』が刊行。
- 5月13日 - イギリス、シルバーストン・サーキットにて、初のF1世界選手権レースが開催。

### 6月
- 6月3日 - 標高・世界第10位の山アンナプルナがフランスのモーリス・エルゾーグ、ルイ・ラシュナルによって初登頂。
- 6月25日 - 朝鮮戦争勃発
- 6月27日 - 朝鮮戦争:保導連盟事件始まる。国連安保理で北朝鮮弾劾決議案が可決される。
- 6月28日
  - 漢江人道橋爆破事件
  - 朝鮮戦争:ソウルが陥落、北朝鮮の占領下に置かれる。
- 6月29日 - 朝鮮戦争:福岡県など西日本各地に空襲警戒警報が発令される。

### 7月
- 7月2日 - 金閣寺放火事件
- 7月3日 - 朝鮮戦争:緒戦の敗北の責任をとって蔡秉徳韓国軍参謀総長が辞任し、丁一権が後任となる。
- 7月5日 - 朝鮮戦争:烏山の戦い。
- 7月6日 - ポーランドと東ドイツがズゴジェレツ条約を締結、オーデル・ナイセ線を両国の国境として確認しあうも西ドイツは受け入れず。
- 7月8日
  - 朝鮮戦争: 前線の視察から戻ったGHQ司令官マッカーサーが警察予備隊の早急な創設を日本政府に要求。
  - - 警視庁がD・H・ローレンス作、伊藤整訳の『チャタレイ夫人の恋人』を猥褻文書として摘発。（チャタレー事件）
- 7月11日 - パキスタンが国際通貨基金（IMF）に加盟。
- 7月27日 - 広島県佐伯郡長島近海で浮遊していた大型磁気機雷が爆発。これにより漁船4隻が巻き込まれて大破し2隻が損壊した。死者・行方不明者46人[1]。

### 9月
- 9月15日 - 朝鮮戦争:仁川上陸作戦
- 9月22日 - オー・ミステーク事件

### 10月
- 10月1日 - 毛沢東暗殺陰謀事件。日本人が犯人として処刑される。
- 10月2日 - チャールズ・M・シュルツの漫画『ピーナッツ』連載開始。
- 10月7日
  - 中国人民解放軍がチベットに侵攻（チャムドの戦い）
  - マザー・テレサ、神の愛の宣教者会設立。
- 10月20日 - 朝鮮戦争:連合軍が平壌を占領（英語版）。46日後の12月5日に中国軍に奪還される
- 10月25日 - 朝鮮戦争:中国人民志願軍が参戦。

### 日付不詳
- ティーブ・釜萢が日本ジャズ学校を設立。

## スポーツ
- サッカー
  - 1950 FIFAワールドカップ - 優勝：ウルグアイ、準優勝：ブラジル、3位：スウェーデン（6月24日 - 7月16日）

## 芸術・文化

### 映画
- イヴの総て
- サンセット大通り（監督：ビリー・ワイルダー）
- シンデレラ
- 忘れられた人々（監督：ルイス・ブニュエル）

## 誕生

### 1月
- 1月18日 - ジル・ヴィルヌーヴ、F1レーサー（+ 1982年）
- 1月24日 - ジュディ・オング、歌手、女優
- 1月26日 - イェルク・ハイダー、オーストリアの政治家（+ 2008年）
- 1月29日 - ジョディー・シェクター、F1レーサー

### 2月
- 2月2日 - 天龍源一郎、元プロレスラー、元大相撲力士
- 2月2日 - 木戸修、プロレスラー
- 2月3日 - モーガン・フェアチャイルド、女優
- 2月6日 - ナタリー・コール、シンガーソングライター（+ 2015年）
- 2月8日 - 三遊亭円楽 (6代目)、落語家、俳優（+ 2022年）
- 2月20日 - 志村けん、コメディアン、お笑いタレント（+ 2020年）
- 2月20日 - ウォルター・ベッカー、ミュージシャン（スティーリー・ダン）（+ 2017年）
- 2月25日 - ネストル・キルチネル、アルゼンチン大統領
- 2月26日 - ヘレン・クラーク、ニュージーランドの政治家。第37代ニュージーランド首相。国際連合開発計画（UNDP）総裁。

### 3月
- 3月2日 - カレン・カーペンター、ミュージシャン、カーペンターズのメンバー（+ 1983年）
- 3月6日 - 鈴置洋孝、声優（+  2006年）
- 3月7日 - J.R.リチャード、メジャーリーガー
- 3月9日 - ダグ・オルト、元プロ野球選手（+ 2004年）
- 3月9日 - ハワード・シェリー、ピアニスト・指揮者
- 3月11日 - カティア・ラベック、ピアニスト（ラベック姉妹）
- 3月18日 - ブラッド・ドゥーリフ、俳優
- 3月22日 - 高坂真琴、声優
- 3月26日 - アラン・シルヴェストリ、指揮者、作曲家
- 3月27日 - ビクター・ハリス、元プロ野球選手
- 3月31日 - 近藤喜文、アニメーター（+ 1998年）
- 3月31日 - 舘ひろし、俳優、シンガーソングライター

### 4月
- 4月5日 - 藤田淑子、声優（+ 2018年）
- 4月8日 - グジェゴシ・ラトー、元サッカー選手
- 4月9日 - ピエール・ガニェール、シェフ
- 4月10日 ‐ 和田アキ子、歌手、タレント
- 4月18日 - グリゴリー・ソコロフ、ピアニスト

### 5月
- 5月1日 - 楊潔篪、政治家、外交官
- 5月2日 - イヴ・セジウィック、社会学者（+ 2009年）
- 5月2日 - ルー・グラム、ミュージシャン（フォリナー)
- 5月9日 - アンゲリーカ・ブック、フィギュアスケート選手
- 5月9日 - マーシェリン・バートランド、女優（+ 2007年）
- 5月13日 - スティーヴィー・ワンダー、ミュージシャン
- 5月13日 - ボビー・バレンタイン、元メジャーリーガー、メジャーリーグ監督、プロ野球監督
- 5月27日 - ディー・ディー・ブリッジウォーター、アメリカ合衆国のジャズ歌手

### 6月
- 6月3日 - スージー・クアトロ、歌手・ベーシスト
- 6月3日 - メリッサ・マシスン、脚本家（+ 2015年）
- 6月7日 - 中谷ゆみ、声優
- 6月11日 - ビャーネ・ストロヴストルップ、コンピュータ科学者
- 6月15日 - ミシェル・ロティート、エンターテイナー（+ 2007年）
- 6月21日 -ジョーイ・クレイマー(エアロスミス)、ドラマー

### 7月
- 7月3日 - ロザンナ・ザンボン、歌手（ヒデとロザンナ）・タレント
- 7月5日 - ヒューイ・ルイス、ミュージシャン（ヒューイ・ルイス&ザ・ニュース）
- 7月13日 - 馬英九、中華民国（台湾）総統
- 7月18日 - リチャード・ブランソン、実業家・ヴァージン・グループ創設者
- 7月22日 - ネルシーニョ、サッカー監督

### 8月
- 8月2日 - グラハム・ハンコック、作家
- 8月10日 - 後藤哲夫、声優（+ 2018年）
- 8月11日 - スティーブ・ウォズニアック、パーソナルコンピュータの開拓者
- 8月15日 - アン王女、イギリス女王エリザベス2世長女
- 8月19日 - 安濃高志、アニメーション監督
- 8月23日 - ローザ・オトゥンバエヴァ、政治家、第3代キルギス大統領
- 8月25日 - ライナー・キュッヒル、ヴァイオリニスト
- 8月29日 - ダグ・デシンセイ、元プロ野球選手
- 8月29日 - 八代亜紀、歌手、タレント（+2023年）

- 8月30日 - アントニー・ゴームリー、彫刻家

### 9月
- 9月8日 - 龍田直樹、声優
- 9月10日 - ジョー・ペリー、ミュージシャン（エアロスミス）
- 9月10日 - 長谷川勝士、放送作家、テレビプロデューサー、作詞家
- 9月15日 - デイヴ・ヒルトン、元プロ野球選手
- 9月27日 - 日比野正嗣、アーチェリー選手
- 9月29日 - ケン・モッカ、元プロ野球選手
- 9月29日 - 新城彰、俳優

### 10月
- 10月6日 - デイヴィッド・ブリン、SF作家
- 10月6日 - アテフ・ハリム、ヴァイオリニスト
- 10月9日 - 石岡和己、架空の人物、小説家、イラストレーター
- 10月12日 - 鹿賀丈史、俳優、声優、歌手
- 10月12日 - 陳水扁、台湾の政治家、元中華民国総統
- 10月12日 - ローランド・アッシュ、レーシングドライバー
- 10月14日 - チャーリー・コーセイ、歌手
- 10月18日 - ウェンディ・ワッサースタイン、劇作家（+ 2006年）
- 10月28日 - 大曽根寛、社会福祉学者、放送大学元特任教授（+ 2023年）

### 11月
- 11月1日 - ミッチ・ケイパー、実業家、プログラマ
- 11月2日 - リュボミィル・リュボエビッチ、チェスプレーヤー
- 11月9日-梅沢富美男　俳優　歌手　タレント　コメンテーター　司会者　俳人
- 11月12日 - 田中秀幸、声優
- 11月18日 - フェレンク・カーコ、サンドアーティスト
- 11月20日 - 鈴木清信、声優
- 11月22日 - ライマン・ボストック、メジャーリーガー（+1978年）
- 11月29日 - リービ英雄、日本文学者、小説家
- 11月29日 - マイク・イースラー、元プロ野球選手
- 11月30日 ‐ ポール・ウェストファル、バスケットボール選手、指導者（+ 2021年）

### 12月
- 12月5日 - オズワルド・オリヴェイラ、サッカー監督
- 12月6日 - ウーベ・カゲルマン、フィギュアスケート選手
- 12月21日 - 神田正輝、俳優、タレント
- 12月22日 - 佐山陽規、音楽家、俳優、声優
- 12月23日 - ビセンテ・デル・ボスケ、元サッカー選手、サッカー指導者

### 月日不明
- マックス・メイビン、マジシャン、メンタリスト（+2022年）
- 大曽根寛、社会福祉学者、放送大学名誉教授、愛知県立大学元教授（+2023年）
- 岡部あおみ、キュレーター

## 死去
- 1月2日 - エミール・ヤニングス、俳優（*  1884年）
- 1月6日 - イザイア・ボウマン、地理学者（*  1878年）
- 1月15日 - ヘンリー・アーノルド、アメリカ空軍の元帥（*  1886年）
- 1月16日 - グスタフ・クルップ、実業家（*  1870年）
- 1月21日 - ジョージ・オーウェル、作家（*  1903年）
- 1月22日 - コリンヌ・リュシェール、女優（*  1921年）
- 2月2日 - コンスタンティン・カラテオドリ、数学者（*  1873年）
- 2月4日 - モンタギュー・ノーマン、銀行家・枢密顧問官（*  1871年）
- 2月10日 - マルセル・モース、社会学者（*  1872年）
- 2月11日 - カイカイ・カイラー、メジャーリーグベースボール選手（*  1898年）
- 2月13日 - ラファエル・サバチニ、小説家（*  1875年）
- 2月14日 - カール・ジャンスキー、電波天文学者（*  1905年）
- 2月25日 - ジョージ・リチャーズ・マイノット、生物学者（*  1885年）
- 3月6日 - アルベール・ルブラン、フランス大統領（*  1871年）
- 3月8日 - ヤロスラフ・コチアン、ヴァイオリニスト・作曲家（*  1883年）
- 3月12日 - ハインリヒ・マン、小説家（*  1871年）
- 3月19日 - エドガー・ライス・バローズ、小説家・ターザンの生みの親（*  1875年）
- 3月19日 - ウォルター・ハース、化学者（*  1885年）
- 3月22日 - アーサー・ホプキンス、劇作家・脚本家・映像監督・プロデューサー（*  1878年）
- 3月24日 - ハロルド・ラスキ、政治学者（*  1893年）
- 3月30日 - レオン・ブルム、フランス首相（*  1872年）
- 4月3日 - クルト・ヴァイル、作曲家（*  1900年）
- 4月7日 - ウォルター・ヒューストン、俳優（*  1884年）
- 4月8日 - ヴァーツラフ・ニジンスキー、バレエダンサー・振付師（*  1890年）
- 4月27日 - カール・シュトラウベ、オルガン奏者・合唱指揮者（*  1873年）
- 5月6日 - アグネス・スメドレー、ジャーナリスト（*  1892年）
- 5月11日 - ロイヤル・ハーウッド・フロスト、天文学者（*  1879年）
- 7月1日 - エリエル・サーリネン、建築家（*  1873年）
- 7月19日 - アーサー・ニュートン、陸上競技選手（*  1873年）
- 8月8日 - ニコライ・ミャスコフスキー、作曲家（*  1881年）
- 8月26日 - ランサム・E・オールズ、オールズモビル創業者（*  1864年）
- 9月6日 - オラフ・ステープルドン、小説家・哲学者（*  1886年）
- 9月21日 - E・アーサー・ミルン、天文学者・数学者（*  1896年）
- 9月22日 - ラルフ・ローレンス・カー、コロラド州知事（*  1887年）
- 9月25日 - ジョージ・キングズリー・ジップ、言語学者・哲学者（*  1902年）
- 9月26日 - ピエール・ロワ、画家（*  1880年）
- 10月9日 - ニコライ・ハルトマン、哲学者（*  1882年）
- 10月20日 - ヘンリー・スティムソン、アメリカ合衆国国務長官（*  1867年）
- 10月23日 - アル・ジョルソン、俳優（*  1886年）
- 10月27日 - 任弼時、中華人民共和国の政治家（*  1904年）
- 10月29日 - グスタフ5世、スウェーデン王（*  1858年）
- 11月2日 - ジョージ・バーナード・ショー、劇作家（*  1856年）
- 11月4日 - ピート・アレクサンダー、メジャーリーグベースボール選手（*  1887年）
- 11月7日 - ヨーゼフ・ハシッド、ヴァイオリニスト（*  1923年）
- 11月20日 - フランチェスコ・チレア、作曲家（*  1866年）
- 11月25日 - ヨハネス・ヴィルヘルム・イェンセン、小説家（*  1873年）
- 11月25日 - グスターフ・ラムステッド、言語学者（*  1873年）
- 11月25日 - 毛岸英、毛沢東の長男（*  1922年）
- 11月29日 - ウオルター・ビーチ、ビーチクラフトの設立者（*  1891年）
- 12月1日 - アーネスト・ジョン・モーラン、作曲家（*  1894年）
- 12月2日 - ディヌ・リパッティ、ピアニスト（*  1917年）
- 12月5日 - ビル・ダーレン、メジャーリーガー（* 1870年）
- 12月13日 - エイブラハム・ウォールド、数学者（*  1902年）
- 12月22日 - ウォルター・ダムロッシュ、指揮者（*  1862年）
- 12月26日 - リアーヌ・ド・プジー、ダンサー（*  1869年）
- 12月28日 - マックス・ベックマン、画家（*  1884年）
- 12月31日 - シャルル・ケクラン、作曲家（*  1867年）
- 12月31日 - カール・レンナー、オーストリア首相（*  1870年）

## ノーベル賞
- 物理学賞 - セシル・パウエル
- 化学賞 - オットー・ディールス、クルト・アルダー
- 生理学・医学賞 - エドワード・カルビン・ケンダル、タデウシュ・ライヒスタイン、フィリップ・ショウォルター・ヘンチ
- 文学賞 - バートランド・ラッセル
- 平和賞 - ラルフ・バンチ